# Helicteres elongata
Helicteres elongata är en malvaväxtart som beskrevs av Nathaniel Wallich och Maxwell Tylden Masters. Helicteres elongata ingår i släktet Helicteres och familjen malvaväxter. Inga underarter finns listade i Catalogue of Life.

## Bildgalleri

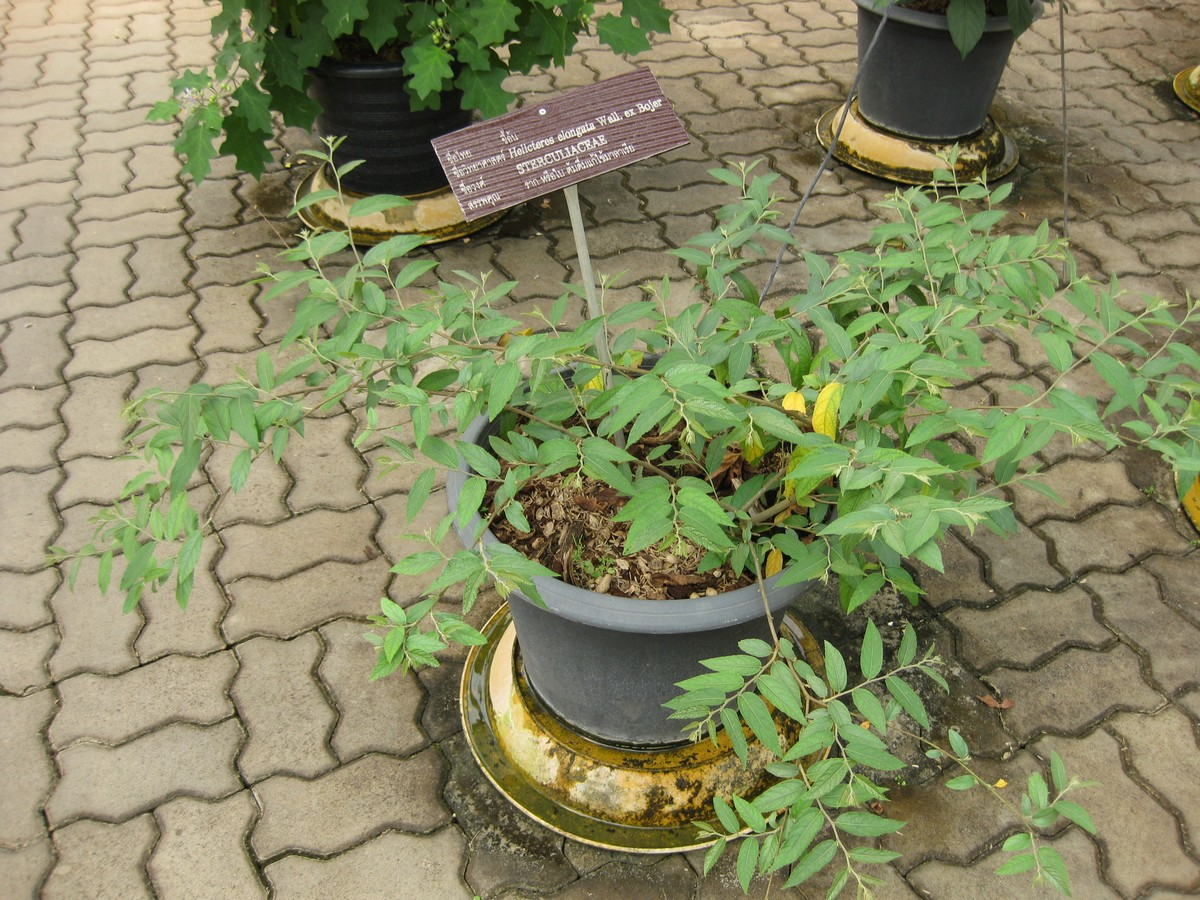
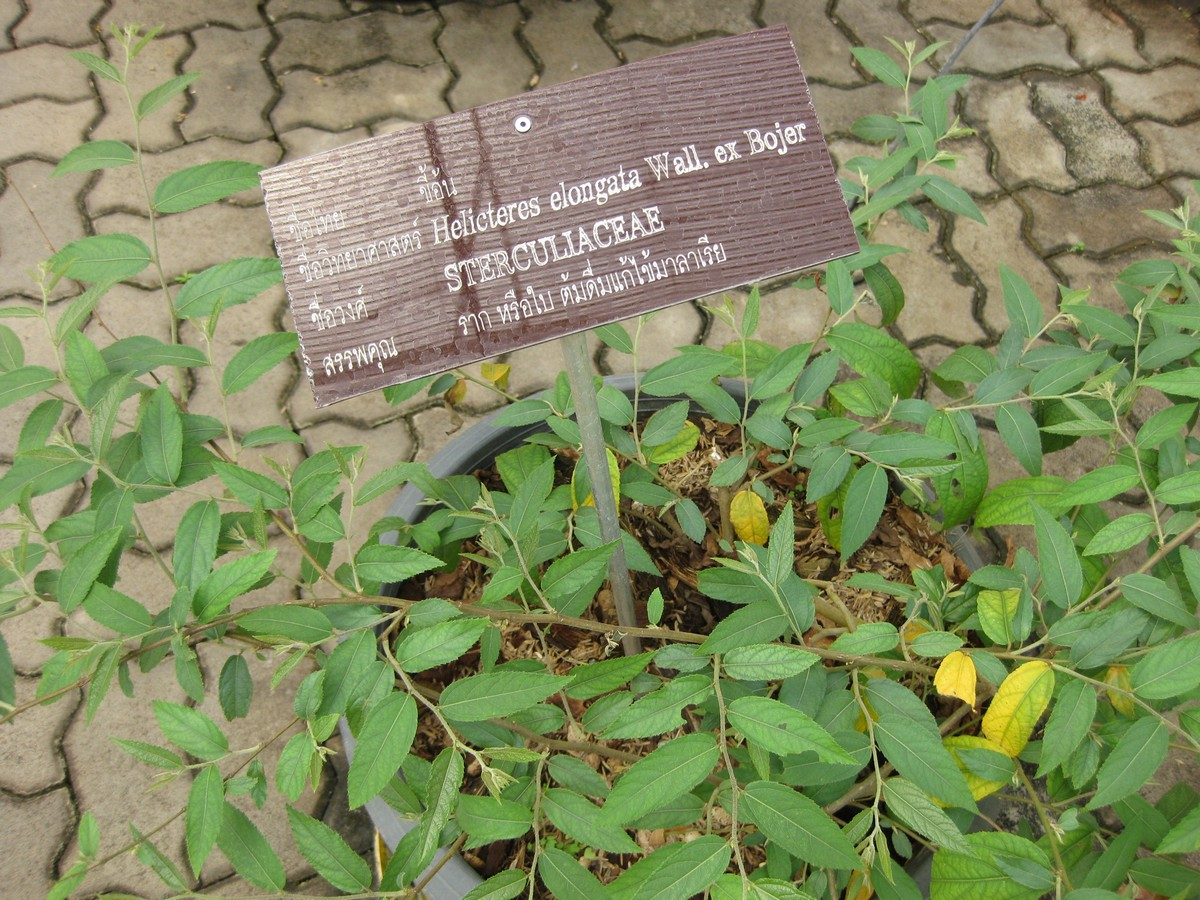